# Majoros István (író)
Majoros István, született Münz István (Pécs, 1900. január 2. – Budapest, 1985. július 9.) író, műfordító, filmesztéta, filmkritikus.

## Élete
Egyetemi tanulmányait megszakítva 1920-ban a filmművészettel kezdett foglalkozni mint filmesztéta, filmkritikus. Írásai a Kékmadár, a Pandora, a Magyar Írás című lapokban jelentek meg. 1945 után az Új Magyar Film Iroda vezérigazgatója lett, majd a Mafilm lektoraként tevékenykedett. Később a Magyar Rádió munkatársa, végül a debreceni Csokonai Színház dramaturgja lett. Sok rádió- és tévéjátékot, egyfelvonásos színművet írt, melyeket vidéki színházak mutattak be. Színdarabokat is fordított. Karinthy Frigyessel közösen írt komédiáját, A nagy ékszerész című darabot több színház is bemutatta.

## Családja
Apja, Münz Jenő borkereskedő, anyja Blauhorn Berta volt. Apai nagyszülei Münz Simon magánzó és Feigelstock Sarolta, anyai nagyszülei Blauhorn Izidor pécsi borkereskedő és Bölcskey Szidónia voltak.
Első felesége Szenes Piroska írónő volt, akit 1926. március 11-én Budapesten, a Ferencvárosban vett nőül, de néhány hónappal később elváltak. 1938. október 18-án ismét házasságot kötött. Második felesége dr. Faragó Zsuzsanna vegyész volt, Lipniker Pál és Fuchs Terézia lánya.

## Művei
- A nagy ékszerész (megjelent Karinthy Frigyes műveinek Hököm Színház című kötetében, Budapest, 1957)